# スナホリガニ科
スナホリガニ科（スナホリガニか、砂掘蟹科、Hippidae）は、十脚目の甲殻類の科の一つである。

## 分布
クダヒゲガニ科 Albuneidae と近縁で、それらとともに通常、スナホリガニ上科 Hippoidea に加えられる。スナホリガニ科は3つの属 Emerita属 Emerita, スナホリガニ属 Hippa, Mastigochirus属 Mastigochirus からなる。これらは砂に潜り、北極と南極を除く世界中で見られる。
日本沿岸では、すべてスナホリガニ属に属する3種、スナホリガニ Hippa marmorata (Hombron & Jacquinot, 1846)・ハマスナホリガニ H. truncatifrons (Miers, 1878)・ミナミスナホリガニ H. adactyla (Fabricius, 1787) が記録されている。

## 名称
方言名として、琉球方言（琉球語）でのカーミーグァーがある。これは体が楕円形で亀（カーミー）に似ているうえに小さいことから指小辞の“グァー”を付けてこう呼ばれているということである。またはスナガメとも。
英語圏では、一般に“sand flea（スナノミ）”または“sand crab（スナガニ）”あるいは“mole crab（モグラガニ）”として知られている。